# Għaxaq Football Club
Le Ghaxaq Football Club est un club maltais de football basé à Ghaxaq, fondé en 1950.
Le club évolue une seule fois en première division maltaise, lors de la saison 1978-1979.

## Historique
- 1950 : fondation du club